# Особняк родини Шпаковських
Особняк родини Шпаковських — Особняк родини Шпаковських, в якому на поч. XX ст. містилася контора Н. А. Терещенка, у 1917–1918 рр. — Генеральний секретаріат УНР (фасадна стіна), Київ, Бульвар Тараса Шевченка, 8/26

## Історія
За рішенням Київської губернської будівельної та дорожньої комісії від 16 липня 1843, незабудовану ділянку площею 930 кв. сажнів надано чиновнику І. Петрову. За тогочасними правилами, власник зобов'язувався звести двоповерховий будинок з флігелем за два роки. Тим самим днем датований проєкт забудови садиби, складений київським губернським архітектором І. Кедріним і надісланий для затвердження у Санкт-Петербург. Проєкт було відхилено і замінено іншим. Начорно цегляний двоповерховий будинок і житловий флігель за зразковими проєктами споруджено впродовж двох будівельних сезонів — 1844—45. Обидва — на червоній лінії забудови, флігель (зруйнований на початку 1950-х рр.) — на місці сучасного будинку № 10. У ньому було 14 невеликих кімнат, по сім на кожному поверсі, у флігелі — три кімнати. Родина І. Петрова здавала приміщення в найм. З 1846 будинок використовувався козелецьким купцем 3-ї гільдії Д. Водоп'яновим як готель, пізніше його орендувало правління київського Університету св. Володимира для помешкання незаможних студентів.
1917, з початком Української революції, будинок був реквізований Українською Центральною Радою.
Наприкінці 1917 — початку 1918 у будинку містився Український генеральний військовий штаб (УГВШ) — орган управління Армією УНР, створений у листопаді 1917. Мав відділи: організаційний, зв'язку, артилерійський, постачання, військового шкільництва, загальний. До основних функцій штабу входило: організація війська і підготовка військових резервів (оперативне керівництво військами на фронті здійснював штаб Армії УНР). УГВШ підпорядковувався Генеральному секретарству військових справ, з січня 1918 — Міністерству військових справ на чолі з Симоном Петлюрою, пізніше — М. Поршем.
УГШВ займав 22 кімнати на першому — другому поверхах будинку, а також 15 кімнат на першому — другому поверхах будинку № 10 (не зберігся).
У листопаді 1917 — лютому 1918 начальником штабу був Бобровський Борис Павлович (1868—1918) — військовий, генерал-поручик Армії УНР. 1917 був начальником Двінського військового округу Південно-Західного фронту, організував Українську військову громаду у Двінську (тепер — м. Даугавпілс, Латвія). Як начальник штабу брав участь у розробці проєкту організації Армії УНР, розробці відповідних законів, одностроїв, військових відзнак. Розробив проєкти формування Київського, Харківського та Одеського військових округів. У лютому 1918, під час захоплення Києва більшовицькими військами під командуванням М. Муравйова, потрапив у полон, розстріляний.
У 1920—30-х роках призначення будинку не раз змінювалося, тут містилися один з підрозділів Київського міського відділу ДПУ, з 1925 — установи Київського губздраву, санітарно-педагогічний інститут, Всеукраїнський державний інститут гігієни виховання, інститут патології та гігієни праці, з 1937 — Управління в справах мистецтв. Під час тимчасової окупації Києва будинок використовувало відомство А. Розенберга. Після війни в будинку працювали Український науково-дослідний санітарно-хімічний інститут «УНДСХІ» МОЗ УРСР, лікувально-оздоровче об'єднання Управління справами РМ УРСР.
1941, під час німецької окупації, у цьому будинку містився відділ культури і мистецтва Міської управи Києва, першим керівником якого був Кавалерідзе Іван Петрович (1887—1978) — скульптор, кінорежисер, драматург, народний артист УРСР (з 1969).
1990 усю садибу передано центральному апарату Державного комітету по нагляду за безпечним веденням робіт у промисловості і гірничому нагляду (Держгіртехнагляд УРСР), 1993 — його правонаступнику — Державному комітету по нагляду за охороною праці. 1994 він одержав дозвіл на реконструкцію будинку. Проєкт прибудови з боку вул. Пушкінської розробило ВАТ «Кивпроект» (1995). Наступний варіант ескізного проєкту з двома прибудовами — з Пушкінської вулиці та бульвару Тараса Шевченка, — розроблено фірмою «Київархпроект» (1996). Призначення будинку — Головний обчислювальний центр.
Після реалізації проєкту первісний двоповерховий об'єм, від якого залишилися лише фасадні стіни, надбудовано великим різноповерховим об'ємом, внаслідок чого він втратив архітектурну цінність. Збережено елементи декору чолових фасадів у формах пізнього класицизму. Поверхню фасадних стін оброблено прямокутними рустами, антревольти вікон другого поверху — імітованим у тиньку т. зв. діамантовим муруванням. Фасад членують карнизні міжповерхові та підвіконні гурти. Прямокутні вікна першого поверху облямовано профільованими лиштвами, півциркульні прорізи другого — архівольтами із замковими каменями.
Наразі це — офісний будинок (2009).

## Галерея

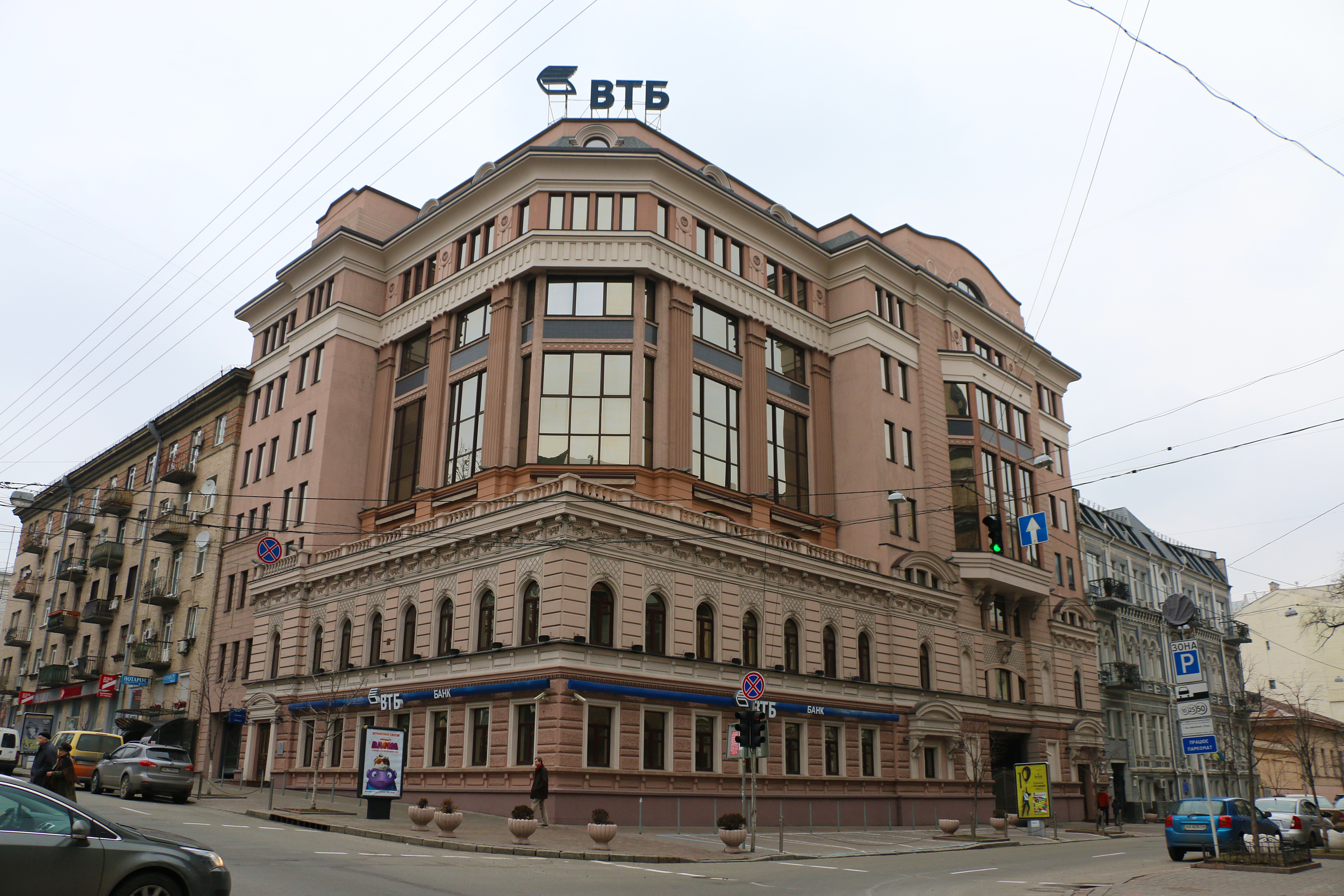
Особняк родини Шпаковських
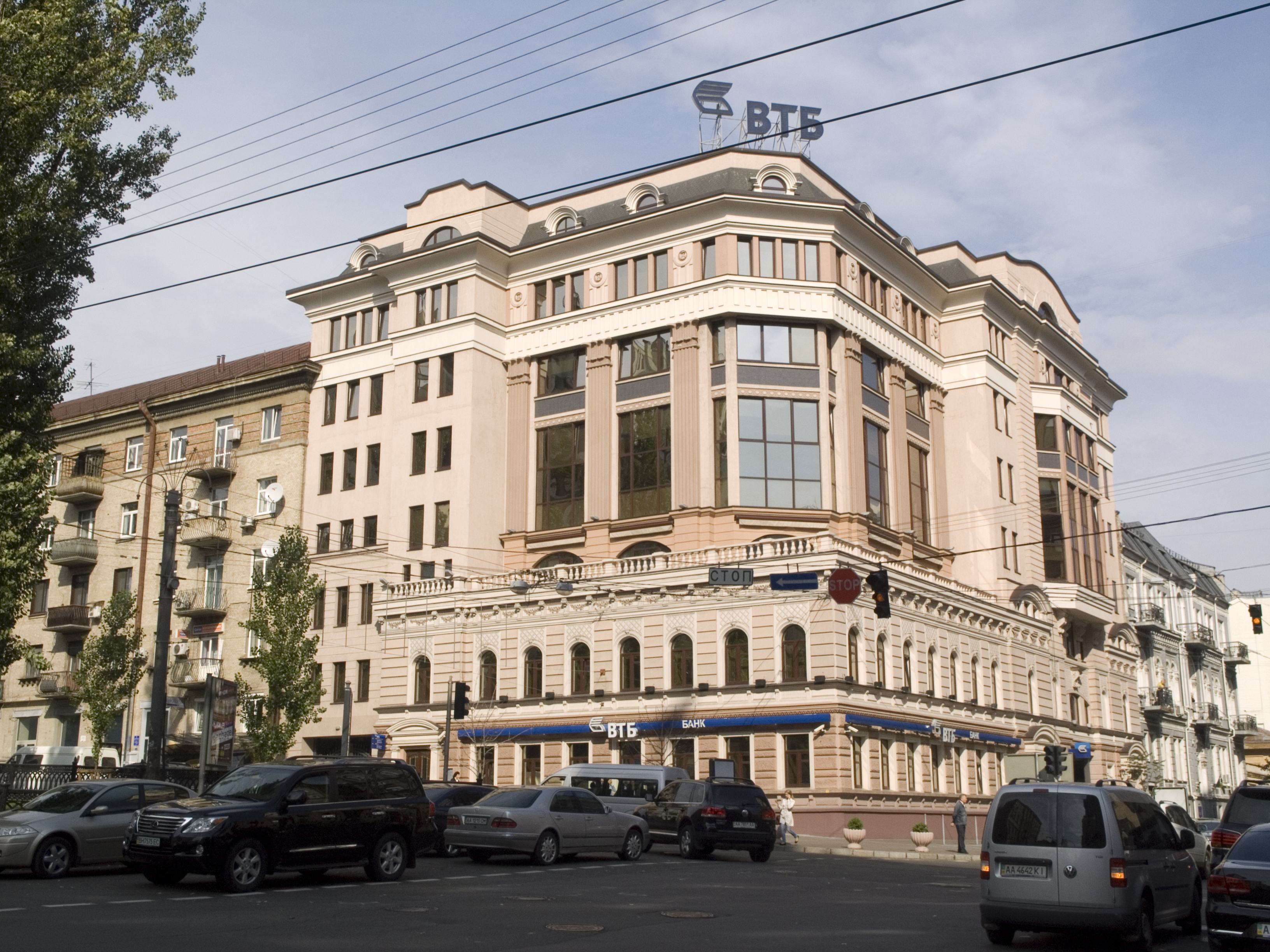
Вигляд збоку
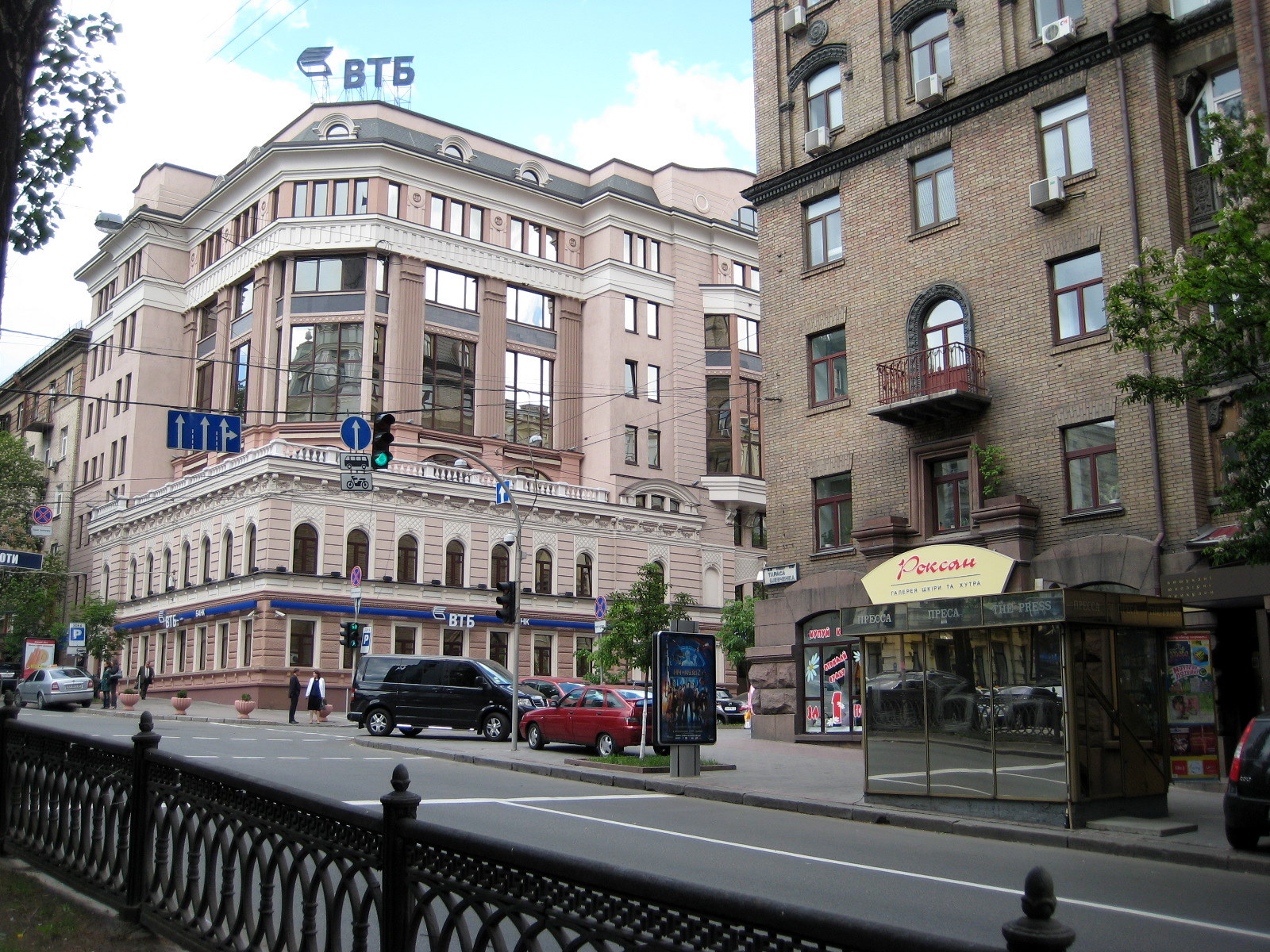
Фасадна стіна